# Становлянский сельсовет
Становлянский сельсове́т — сельское поселение в Становлянском районе Липецкой области. 
Административный центр — село Становое.

## История
В соответствии с законами Липецкой области №114-оз от 02.07.2004 и №126-оз от 23.09.2004 сельсовет наделён статусом сельского поселения, установлены границы муниципального образования.

## Население
| 2010  | 2012  | 2013  | 2014  | 2015  | 2016  | 2017  |
| ----- | ----- | ----- | ----- | ----- | ----- | ----- |
| 5855  | ↘5799 | ↗5838 | ↗5878 | ↘5805 | ↗5837 | ↘5826 |
| 2018  | 2021  |       |       |       |       |       |
| ↘5777 | ↘5506 |       |       |       |       |       |

## Состав сельского поселения
| № | Населённый пункт | Тип населённого пункта       | Население |
| - | ---------------- | ---------------------------- | --------- |
| 1 | Дружба           | посёлок                      | ↘460      |
| 2 | Становое         | село, административный центр | ↘5046     |